# Paspalidium chapmanii
Paspalidium chapmanii är en gräsart som först beskrevs av George Vasey, och fick sitt nu gällande namn av Richard Walter Pohl. Paspalidium chapmanii ingår i släktet Paspalidium och familjen gräs. Inga underarter finns listade i Catalogue of Life.